# Club Athletico Sorocabano
O Club Athletico Sorocabano foi uma das primeiras equipe de futebol fundada em Sorocaba, no final de 1902. Apesar de ter existido por pouco tempo, foi a equipe que inspirou a fundação do Sport Club Sorocabano, e mais tarde o Esporte Clube São Bento.

## História
Foi logo no início do século XX, Alício de Carvalho, filho de uma tradicional família sorocabana, estudante do Mackenzie College de São Paulo, fundou em Sorocaba o Club Athletico Sorocabano com a finalidade da prática do futebol na cidade. O primeiro jogo realizado em dezembro de 1902, durante as suas férias na chácara de sua família (atualmente Vila Carvalho) promoveu o primeiro jogo de futebol com destaque no principal jornal da cidade na época, o XV de Novembro.
Alício escolheu as cores do Mackenzie College em seu uniforme, usando o vermelho e branco. Entretanto tão logo a sua fundação, o Club Athletico Sorocabano foi extinto, uma vez que Alício de Carvalho veio a falecer aos 22 anos de idade, em 1904.

## Jogos realizados
Estes são os jogos realizados pelo Athletico Sorocabano que se tem registro:
1903
07/09 - Votorantim Athletico Club 4x1 C.A. Sorocabano
12/10 - Sport Club Itapetiningano 4x0 C.A. Sorocabano
17/10 - Efusy Club 0x2 C.A. Sorocabano
08/12 - Club Votorantim 1x0 C.A. Sorocabano

1904
02/04 - Votorantim Athletico Club 2x0 C.A. Sorocabano
01/10 - C.A. Sorocabano 1x0 Votorantim Athletico Club
08/10 - C.A. Sorocabano 5x1 Efusy Club